# 구마가이 고지
구마가이 고지(일본어: 熊谷 浩二, 1975년 10월 23일 ~ )는 일본의 전 축구 선수이다.

## 구단 경력
과거 가시마 앤틀러스, 베갈타 센다이에서 활동하였다.

## 국가대표팀 경력
그는 1995년 FIFA 세계 청소년 축구 선수권 대회에 참가할 일본 U-20 국가대표팀에 발탁되었으며, 4경기에 출전했다.